# Buchberg (Wienerwald)
Der Buchberg ist ein 469 Meter hoher Berg an der Gemeindegrenze zwischen Maria Anzbach und Neulengbach in Niederösterreich. Auf seinem Gipfel steht die Buchbergwarte, ein Aussichtsturm, der an klaren Tagen einen Blick vom Schneeberg im Süden bis zum Traunstein im Westen erlaubt.

## Geschichte
Keramikfunde lassen auf eine Besiedlung des Gipfelplateaus von der ausgehenden Jungsteinzeit bis zur keltischen Periode hin schließen. Durch Ausgrabungen konnte hier die größte urzeitliche Wallanlage des Wienerwaldes mit einer Größe von 350 bis 400 Meter mal 150 Meter nachgewiesen werden. Die größte Ausdehnung erreichte die Anlage in der späten Bronzezeit (Urnenfelderkultur). Der gesamte Anlagenbereich wurde unter Denkmalschutz gestellt.
Obwohl römische oder mittelalterliche Keramik nicht auffindbar war, soll es nach älteren Berichten römische Funde vom Berg geben, die eine römische Wachstation wahrscheinlich machen.
Das Wienerwaldmuseum Eichgraben und das Urgeschichtemuseum in Asparn zeigen Grabungsfunde vom Buchberg.

### Buchbergwarte und Schutzhaus

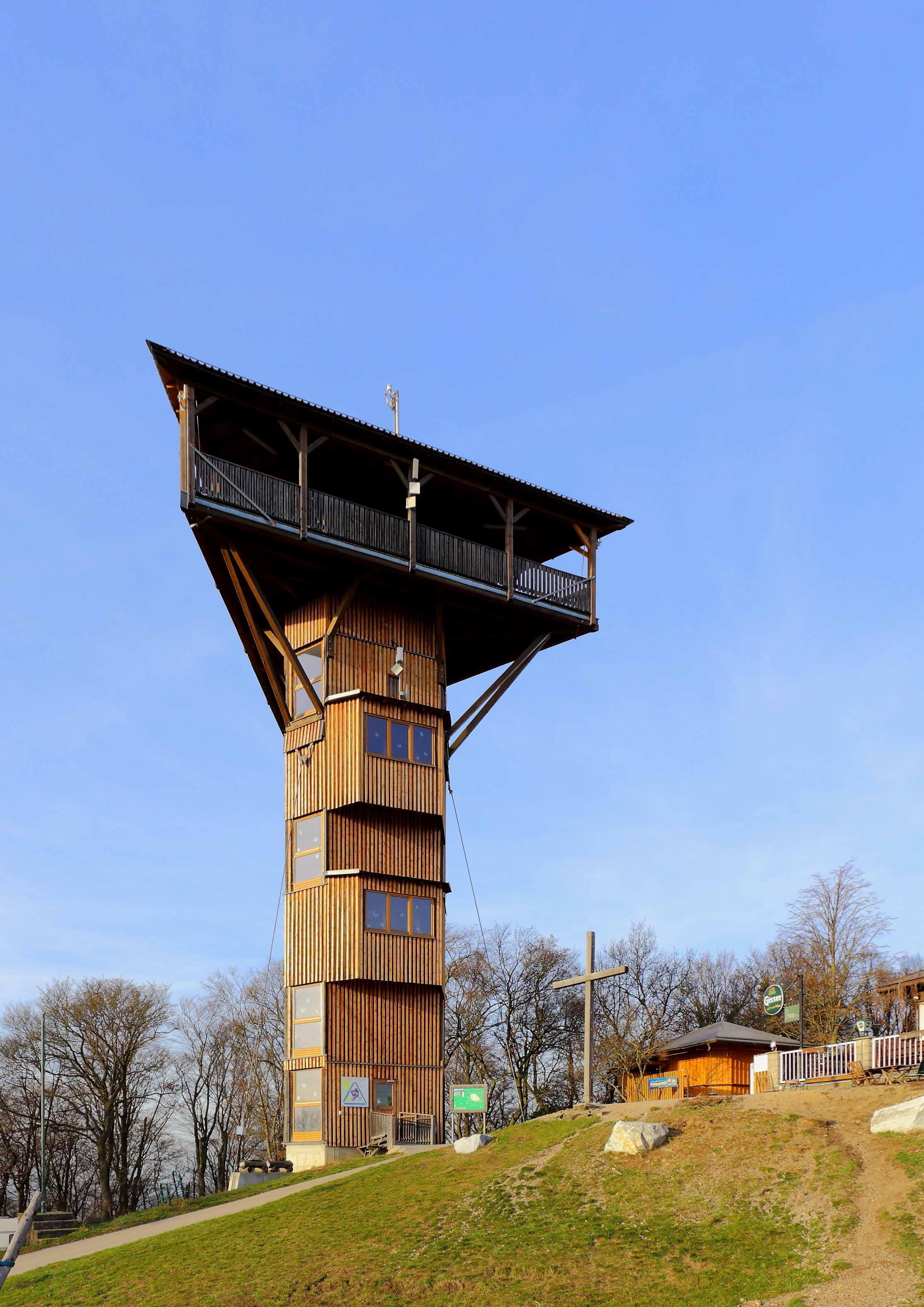
Buchbergwarte (2013)

Ende des 19. Jahrhunderts beschloss der Neulengbacher Verein D'Wildegger (benannt nach der Burg Wildegg nahe Heiligenkreuz) den Bau einer Warte auf dem Buchberg. Diese wurde 1901 fertiggestellt und 1907 daneben das Wildegger-Schutzhaus eröffnet. Beide Gebäude brannten 1923 nach einem Blitzschlag ab.
Im darauffolgenden Jahr errichtete der Verein das Schutzhaus erneut. Dieses erfuhr in den folgenden Jahren zahlreiche Erweiterungen. Der Turm wurde allerdings nicht wieder aufgebaut. In der Folgezeit wurde das Ausflugslokal nach dem ehemaligen Vereinsobmann der „D'Wildegger“ in „Hans-Krieger-Hütte“ umbenannt.
Im Jahre 1949 brannte das Schutzhaus abermals ab und für einige Jahre wurde eine Baracke als Ausschank verwendet. Ab 1954 wurde von privater Seite ein neues Berggasthaus errichtet, welches in seinen Umrissen noch heute besteht. Nach einem Besitzerwechsel wurde der Restaurationsbetrieb 1980 eingestellt.
1982 erwarb eine Bürgerinitiative die unmittelbar neben dem Schutzhaus liegenden Grundstücke und stellte sie der Öffentlichkeit zur Verfügung. 2002 erwarben die Gemeinden Neulengbach, Maria Anzbach und Asperhofen auch das Grundstück des ehemaligen Schutzhauses. Ziel des Vereins Tourismusgemeinschaft Buchberg, dem die genannten Gemeinden angehören, ist, den Buchberg wieder zu einem Ausflugsziel auszubauen. Daher wurde das Schutzhaus 2003 wieder eröffnet.
Am 26. September 2004 wurde die neu errichtete, 22,5 Meter hohe Buchbergwarte eingeweiht. Insgesamt 117 Stufen führen zur Aussichtsplattform, die sich in einer Höhe von 19,0 m befindet.

## Tourismus
Der Buchberg ist eines der am meisten besuchten Ausflugsziele im Wienerwald.
- Wanderwege von den Gemeinden Maria Anzbach, Neulengbach, Rekawinkel und Asperhofen
- Mountainbikestrecke
- Buchbergwarte (22,5 m)
- Gasthaus „Schutzhaus am Buchberg“[4]
- Schirmbar
- Spielplatz
- Streichelzoo
- Wetterstation Zentralanstalt für Meteorologie und Geodynamik